# Chengdu Tiancheng Zuqiu Julebu
Il Chengdu Tiancheng Zuqiu Julebu (成都天诚足球俱乐部S, Chéngdū Tiānchéng Zúqiú JùlèbùP), a volte tradotto come Chengdu Tiancheng Football Club, è stata una società calcistica cinese con sede a Chengdu.
Il club fu fondato con il nome di Chengdu Wuniu (Five Bulls), nome che deriva dal loro primo sponsor, la Wuniu Cigarette Company, e fallì nel 2015.

## Denominazione[1]
- Dal 1996 al 2000: Chengdu Wuniu Zuqiu Julebu (成都五牛足球俱乐部S; Chengdu Five Bulls Football Club)
- Nel 2001: Chengdu Wuniu Guoteng Zuqiu Julebu (成都五牛国腾足球俱乐部S; Chengdu Wuniu Guoteng Football Club)
- Nel 2002: Chengdu Taihe Dui (成都太和队S; Chengdu Taihe Team)
- Dal 2003 al 2005: Chengdu Wuniu Zuqiu Julebu (成都五牛足球俱乐部S; Chengdu Wuniu Football Club)
- Dal 2006 al 2007: Chengdu Xiefeilian Wuniu Zuqiu Julebu (成都谢菲联五牛足球俱乐部S; Chengdu Blades Wuniu Football Club)
- Dal 2008 al 2013: Chengdu Xiefeilian Zuqiu Julebu (成都谢菲联足球俱乐部S; Chengdu Blades Football Club)
- Nel 2013: Chengdu Tiancheng Xiefeilian Zuqiu Julebu (成都天诚谢菲联足球俱乐部S; Chengdu Tiancheng Blades Football Club)
- Dal 2014 al 2015: Chengdu Tiancheng Zuqiu Julebu (成都天诚足球俱乐部S; Chengdu Tiancheng Football Club)

## Storia

### Fondazione
La squadra fu fondata nel febbraio del 1996 con il nome di Chengdu Wuniu ed entrò nella Chinese Yi League, la terza serie di calcio cinese. Nel loro anno inaugurale i Five Bulls comandarono entrambi i secondi gruppi così come il gruppo finale procedendo sino alle semifinali; qui furono battuti dagli Shenzhen Jinpeng per differenza reti; il risultato finale fu di 2 a 1.

### Promozione
La seconda stagione del Chengdu, nel 1997, vide la promozione della squadra alla Chinese Jia League, la seconda serie cinese. Questa volta i Blades arrivarono secondi nel secondo raggruppamento, ma dominarono la fase finale. Arrivarono ai quarti di finale dove batterono 1 a 0 il Beijing Kuanli; giunsero quindi in semifinale, dove dominarono per 2 a 0 sugli Shaanxi Guoli. Approdati ancora una volta in finale si videro sbarrare le porte della Chinese Super League dagli Jiangsu Jiajia ma vennero promossi comunque alla massima serie cinese essendo arrivati secondi.
Dopo la promozione, la squadra di Chengdu iniziò perdendo 2 delle loro prime 9 partite e nella decima giornata della Chinese Super League vennero battuti addirittura per 8-0 dal Liaoning Tianlun. La loro miglior vittoria giunse alla penultima giornata della stagione; una vittoria contro gli Jiangsu Jiajia, loro compagni di promozione l'anno precedente, per 4 a 1. A fine stagione la squadra concluse ottava in un campionato di dodici e, questo decretò la prima retrocessione dei Five Bull.
Il secondo anno nella Chinese jia League iniziò molto bene con i Blades che persero soltanto una delle loro prime tredici partite; la prima sconfitta venne contro il Beijing Kuanli, squadra già affrontata due anni prima. A fine stagione i Chengdu Winiu arrivarono sesti con un bilancio di nove vittorie e otto pareggi.

### Cambio del nome
L'inizio della stagione 2000 vide un cambio del nome societario da Chengdu Wuniu a Chengdu Wuniu Guoteng; la stagione continuò con miseri risultati tanto che arrivò una sconfitta contro il Guangzhou per 5 a 0; la squadra a fine stagione concluse con un infelice ottavo posto.

### Le partite truccate
La squadra partì bene invece nella stagione 2001 e addirittura rimase imbattuta per otto partite consecutive arrivando terza a fine stagione; le imprese dei giocatori furono però offuscate quando le accuse di aver truccato delle partite vengano a galla, investendo in pieno il Chengdu Wuniu Guoteng e altre quattro squadre. Vennero messe sotto i riflettori le partite contro il Sichuan Mianyang Taiji, vinta dai Five Bulls per 11 a 2 e, la partita in trasferta contro il Jiangsu Shuntian, vinta sempre dal Chengdu con il risultato di 4 a 1; gli allenatori delle squadre in questione e molti giocatori furono squalificati per un anno e tutte e cinque le squadre ebbero tre mesi per riformarsi e iscriversi nuovamente alla stagione successiva. L'unica squadra a cui non furono tolti dei punti fu il Sichuan Mianyang Taiji ma vennero relegati come punizione; per rendere la stagione dei Five Bulls ancora più deludente, la squadra scese al primo turno della Mexin Doors FA Cup perdendo in trasferta 2 a 1 contro il Tianjin Teda CEC.

### La rifondazione della squadra
Nel 2002 il Chengdu Wuniu Guoteng fu rifondato a causa degli scandali della stagione precedente con il nome di Chengdu Taihe. Nella prima parte della stagione, la squadra passò il primo turno della Fuji Films FA Cup battendo lo Shenyang Ginde per 3 a 2 con un gol all'ultimo minuto; tuttavia i Blades uscirono al turno successivo per mano del Qingdao Yizhong Hainiu. Il campionato seguì la falsariga della FA Cup, infatti la squadra concluse la stagione con un nono posto e a nulla servì il cambio di stadio.
La squadra uscì anche dalla Landi FA Cup nel 2003 perdendo due partite su tre del girone. La squadra iniziò ad usare il City Stadium di Deyang come stadio di casa e il nome della società tornò ad essere Chengdu Wuniu. La squadra finì con un rispettabile sesto posto in campionato.
Le misere performance del Chengdu in coppa continuarono anche nel 2004 perdendo 5 a 3 ai rigori contro il Qingdao Beilaite nel primo turno della Landi FA Cup. Queste pessime prestazioni contribuirono al tredicesimo posto su 17, dopo vari allargamenti, in campionato. In questa stagione la società decise di usare sia il Chengdu Sports Center che il City Stadium di Deyang per ospitare le partite.
La stagione 2005 vide la squadra utilizzare il Chengdu Sports Center come unico stadio. Finì subito fuori dalla CFA Cup al primo turno e in campionato arrivò undicesima su quattordici squadre iscritte.

### I proprietari inglesi
Il Chengdu ebbe un nuovo cambio di nome nel gennaio 2006 quando la società fu comprata dagli azionisti inglesi dello Sheffield. Attualmente la società è denominata Chengdu Blades, dal loro nuovo soprannome Blades, che a sua volta deriva dallo stemma in cui compaiono due spade incrociate. A causa del cambio di proprietà la squadra vide arrivare nuovi acquisti e soprattutto dopo tanto tempo tornò ai vertici della classifica arrivando quarta in campionato.

### La promozione nella Chinese Super League
Il 27 ottobre, i Blades pareggiarono 0-0 con i Jiangsu Shuntian assicurandosi una promozione dopo due anni dall'acquisto degli azionisti inglesi. La stagione successiva ci fu il ritorno nella Chinese Super League e, cosa che sorprese un po' tutti, la squadra rimase mediamente per tutta la stagione seconda in classifica, con una sola partita persa.
La loro prima partita in casa contro gli Harbin Yiteng fini 6-0 in favore dei Blades, i quali vinsero anche le due partite successive con il risultato di 1-0. Dopo un quarto turno in cui arrivò un pareggio a reti bianche, alla sesta giornata i Five Bulls vinsero per 2-0 contro i Beijin Hongdeng, prima di un altro pareggio a reti bianche contro il Nanjing Yoyo e una vittoria per 3-0 contro il Qingdao Hailifeng. I Blades concessero il loro primo gol durante quella stagione contro il Tibet Huitong il 26 maggio 2007 ma alla fine vinsero per 2-1 quella partita; la partita successiva vide imporsi i Blades per 4-0 sugli Yanbian. Seguirono altre due vittorie in altrettante partite contro il Shanghai Kangbo (vinta 3-1) e BIT Beijing (vinta 5-1). La loro ultima partita prima della China Jia fu pareggiata 1-1 contro il Jiangsu Shuntian.
Nella quattordicesima giornata arrivò una vittoria sull'Harbin Yiteng per 3-1. Le due partite consecutive portarono ai Blades due punti, due pareggi con Nanchang Bayi e Chongqing Lifan, per cementare la seconda posizione in classifica; in questo periodo arrivò anche la prima sconfitta, un 2-1 contro la capolista Guangzhou Guangyao.
I Blades tornarono a vincere subito dopo la loro prima sconfitta inanellando 4 vittorie consecutive con Beijing Hongdeng (2-0), Nanjing Yoyo (6-1), Qingdao Hailifeng (2-0) e Tibet Huitong (3-0); dopo venti partite i Blades avevano consolidato la seconda posizione con 5 punti sul Guangzhou.
Il Chengdu pareggiò la sua penultima partita della stagione 1-1 contro il BIT Beijing e pareggiò nuovamente, stavolta contro la rivale Jiangsu Shuntian, terza dietro i Blades durante l'ultima partita della stagione.

## Palmarès

### Altri piazzamenti
- China League One:

Secondo posto: 2007, 2010
Terzo posto: 2001
- China League Two:

Secondo posto: 1997
Terzo posto: 1996